# المسجد الجامع أغرة
المسجد الجامع أغرة هو مسجد يقع في مدينة أغرة , يقع في الاتجاه المقابل لقلعة أغرة، ويطل على قلعة أغرة ومحطة سكك الحديد، وهو معروف شعبيا باسم المسجد الجامع ومسجد جامع ومسجد الجمعة، وهو واحد من أكبر المساجد في الهند .

## التاريخ
تم بناء المسجد على يد الشاه جهان في عام 1648 تلبيه لابنته المدلله جيهان بيجوم، وقد تطلب اتمام بناء المسجد ست سنوات و5،000 عامل، وتم استخدام الحجر الرملي الأحمر والرخام في البناء.

## البناء
يحتوي المسجد على أديرة ذات أقواس تستند على الأعمدة، المدخل الرئيسي له من خلال الجانب الشرقي منه، أما قاعة الصلاة مواجهة لإيوان واسع التقوس، وتزين وسط قاعة الصلاة أبراج نحيلة، والقبة الوسطى هي أكبر وأعلى من القباب الثلاث التي يحويها المسجد.
يحوي فناء المسجد نافورة تقع في وسطه مع أربعة أكشاك في أركانها، يقع المحراب في الجدار الداخلي الغربي والمنبر مرتفع بني من الرخام الأبيض، وقد طعم النقش الفارسي في الرخام الأبيض مع لمسات جماليه من الحجر الأسود على الممر في البوابة المركزية، وفي الفترة بين أعوام (1871 - 1873) دمر جزء من مساحة المسجد الخارجية لبناء خطوط سكك حديدية للمدينة.

## التركيب
للمسجد الجامع امام يسمى إمام أهل السنة والجماعة أو بارلوي، والمسجد هو مسجد بسيط جدا بني من الحجر الرملي الأحمر مع القليل من زخرفة في الرخام الأبيض، واستخدم اللون الأزرق الطلاء الجدران والسقوف، ويعتبر المسجد مبنى ضخم في وسط مدينة أغرة محاطة بالبازار الكبير، وكان المسجد خاليا تماما من أي سائح كان هناك شخص أحد فقط يصلي والأطفال الصغار يدرسون في مدرسة القرآن.
يقف المسجد على قاعدة عالية تقترب من الدرج، وله خمسة مداخل مقنطرة تؤدي إلى الفناء، وتوج المسجد ببناء ثلاث قباب كبيرة من الحجر الرملي تتميز بنقوش متعرجة من الرخام، المسجد هو واحد من المعالم الرئيسية في المدينة، وعو بمثابة نقطة مرجعية مفيدة عند استكشاف الاسواق المزدحمة التي تمتد حتى تصل لقاعدته، وزين الجامع بلوحات جميلة وأحجار مرصعة ومنحوتات والبلاط المزجج، أما الإيوان الرئيسي للمبنى فهو ايوان بسيط نوعا ما ويحتوي على قوس رئيسي مع تصاميم هندسية.

## وصلات خارجية
- موقع المسجد الجامع
- لمحة عامة عن المسجد الجامع